# Ouqu
Ouqu (kinesiska: 欧曲) är ett vattendrag i Kina. Det ligger i provinsen Sichuan, i den sydvästra delen av landet, omkring 510 kilometer väster om provinshuvudstaden Chengdu.
Genomsnittlig årsnederbörd är 832 millimeter. Den regnigaste månaden är juli, med i genomsnitt 190 mm nederbörd, och den torraste är december, med 2 mm nederbörd.